# Pahoroides courti
Espèce
Pahoroides courti est une espèce d'araignées aranéomorphes de la famille des Physoglenidae.

## Distribution
Cette espèce est endémique de Nouvelle-Zélande. Elle se rencontre dans les régions du Northland, du Waikato, de la Baie de l'Abondance et de Gisborne dans l'île du Nord.

## Description

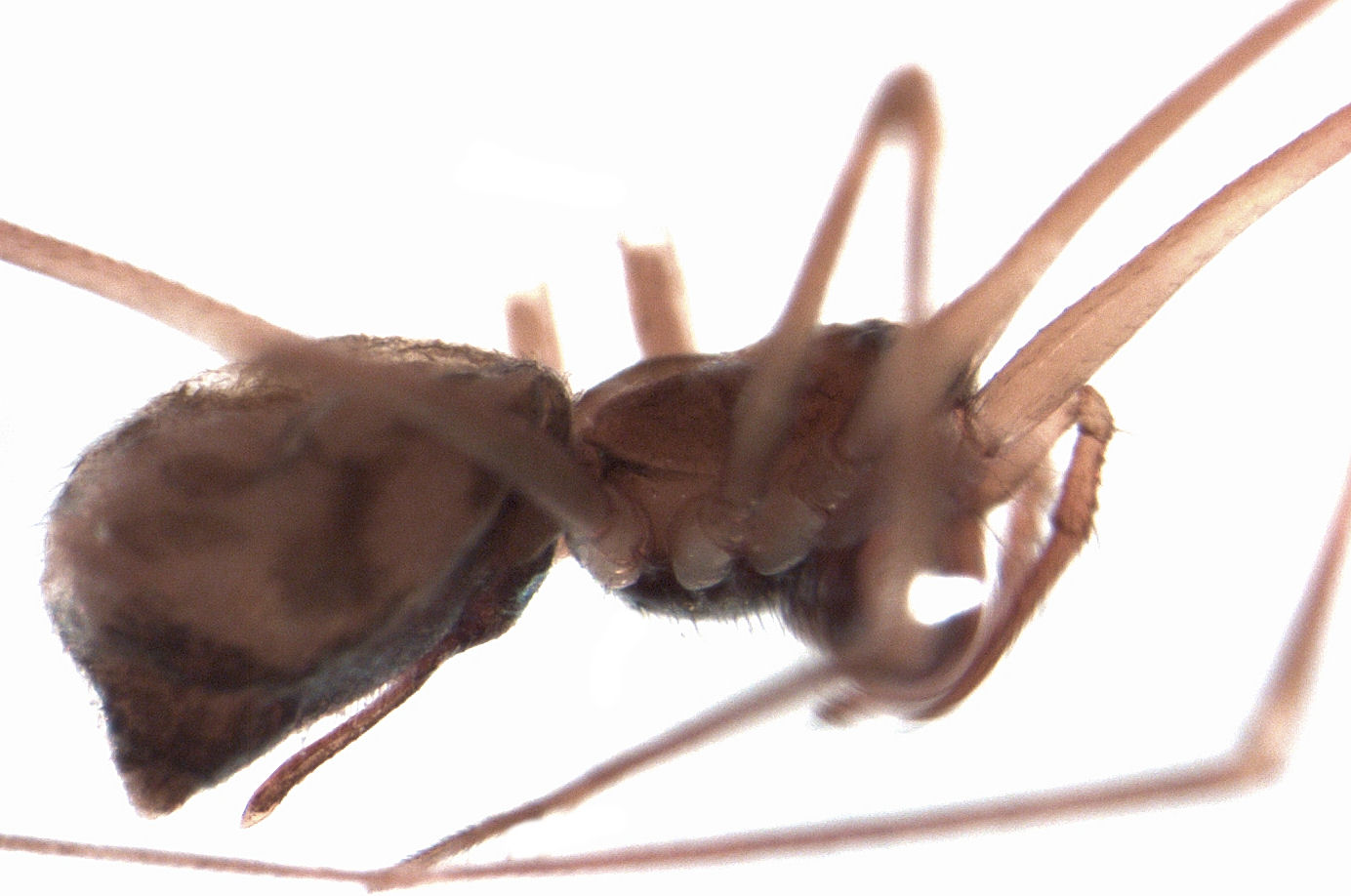
Pahoroides courti ♀

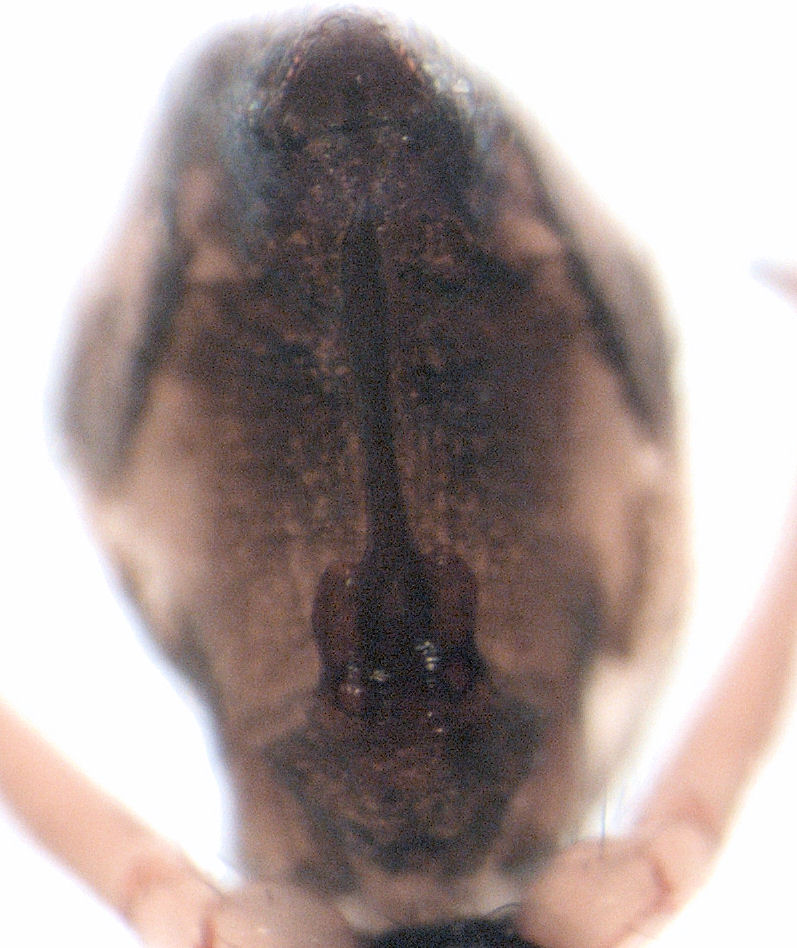
Pahoroides courti abdomen de la femelle

Le mâle décrit par Fitzgerald et Sirvid en 2011 mesure 2,520 mm et la femelle 2,126 mm.

## Étymologie
Cette espèce est nommée en l'honneur de David J. Court.

## Publication originale
- Forster, Platnick & Coddington, 1990 : A proposal and review of the spider family Synotaxidae (Araneae, Araneoidea), with notes on theridiid interrelationships. Bulletin of the American Museum of Natural History, no 193, p. 1-116 (texte intégral).